# The Killer Shrews - Toporagni assassini
The Killer Shrews - Toporagni assassini è un film indipendente del 1959 prodotto da Ken Curtis e Gordon McLendon, diretto da Ray Kellogg ed interpretato da James Best, Ingrid Goude e Ken Curtis.
Il film è stato girato fuori Dallas, in Texas, insieme a The Giant Gila Monster. Ora in pubblico dominio, il film ha avuto più uscite in DVD ed è stato oggetto di recensione satirica nella quarta stagione di Mystery Science Theater 3000.
In Italia è uscito solamente nel dicembre 2018 in DVD edito dalla Freak Video in lingua originale con sottotitoli in italiano.

## Trama
Il capitano Thorne Sherman arriva insieme al suo primo ufficiale Rook su di un'isola per una consegna. Qui incontrano il Dr. Marlowe Craigis, sua figlia Ann e l'assistente Jerry Farrell, i quali stanno facendo degli esperimenti su dei toporagni che ne stanno provocando l'ingigantimento.

## Produzione
Le riprese principali si sono svolte fuori Dallas, in Texas. Gli effetti speciali sono stati forniti dal regista esordiente Kellogg, che è stato a capo del dipartimento degli effetti speciali della 20th Century Fox per la maggior parte degli anni '50. I primi piani dei toporagni sono stati filmati usando marionette a mano, e per le inquadrature più ampie, dei coonhound sono stati travestiti da toporagni.
Questo lungometraggio a basso budget (circa 123.000 dollari) era considerato uno dei "film regionali" di maggior successo. A differenza di altri film regionali, tuttavia, ha ricevuto una distribuzione nazionale e anche estera.

## Distribuzione

### Home video
Una versione colorizzata di The Killer Shrews è uscita su DVD da Legend Films sotto forma di un set a doppia distribuzione con l'altro film di mostri The Giant Gila Monster. 
Il programma televisivo satirico Mystery Science Theater 3000 ha resensito il film in un episodio durante la sua quarta stagione. La versione di MST3K di The Killer Shrews è stata distribuita su DVD dalla Rhino Home Video parte del cofanetto Volume 7 dello show.

## Accoglienza
Sull'aggregatore di recensioni Rotten Tomatoes, The Killer Shrews detiene una percentuale di approvazione del 50%, sulla base di 10 recensioni, con una valutazione media ponderata di 4,6 su 10.
Leonard Maltin ha assegnato al film 2,5 stelle su 4, definendolo "un racconto fantascientifico inventivo ma sciocco".
Nonostante le recensioni contrastanti, il film è stato un successo commerciale. A differenza di molte caratteristiche delle creature americane dell'epoca, uscì a livello internazionale aggiungendo ai suoi profitti.

## Sequel e remake
Il sequel Return of the Killer Shrews è stato prodotto nel 2012, con James Best di nuovo nel ruolo di Thorne Sherman. Bruce Davison ha interpretato il ruolo di Jerry. Nel film sono presenti anche John Schneider e Rick Hurst, i co-protagonisti di Hazzard. Il periodo di tempo tra l'uscita del film originale e l'uscita del sequel (più di 50 anni) è uno dei periodi di tempo più lunghi nella storia del film tra film originale e sequel.
Un remake/parodia intitolato Attack of the Killer Shrews è stato distribuito nel 2016 da White Lion Studios. Diretto da Ken Cosentino, è stato girato come una commedia dell'orrore con "pupazzi volutamente orribili... orribili toporagni" e un diverso cast di personaggi.